# Kakushigoto
Kakushigoto (かくしごと lit. Secreto?) es un manga shōnen escrito e ilustrado por Kōji Kumeta. Ha sido serializado en la revista Gekkan Shōnen Magazine de Kōdansha desde el 5 de diciembre de 2015, y compilado en once volúmenes tankōbon. Una adaptación al anime producida por Ajia-do Animation Works se emitió del el 2 de abril al 18 de junio de 2020.

## Sinopsis
El veterano mangaka Kakushi Gotō, quien una vez tuvo un éxito con un manga vulgar, tiene una única hija. Preocupado porque su hija descubra que su padre es un creador de un manga vulgar y lo menosprecie por ello, procura mantener el entorno de su hija alejado del oficio que hace. Es por eso que cuando sale de su casa va con un cambió de ropa formal, pero en el trayecto llega a la tienda de Mario para cambiarse a su estilo preferido y poder continuar escribiendo sus mangas. La misma historia muestra en perspectiva la vida cotidiana de una familia con un artista de manga.

## Personajes
Kakushi Gotō (後藤可久士 Gotō Kakushi?)
 Seiyū: Hiroshi Kamiya
Es un mangaka que mantiene su oficio oculto de su hija por temor a que lo llegue a menospreciar. En su trabajo, no está satisfecho con el hecho de que los mangas que hace y la opinión pública a menudo difieren. Como padre, siempre está sobreprotegiendo y pone como su primera prioridad a su hija Hime, pero cree que las personas a su alrededor la pueden confundir por el comportamiento que pueden llegar a tener hacia ella, ya que conocen que él es mangaka.
Hime Gotō (後藤姫 Gotō Hime?)
 Seiyū: Chika Anzai (PV animado), Rie Takahashi (anime)
Es la hija de Kakushi. Hasta los 18 años, vivió sin saber que su padre era un mangaka. Ella vive una vida normal. Cuando sus amigas le preguntan cual es el trabajo de su padre, solo les dice que trabaja, ya que siempre que le pregunta cual es su trabajo, solo le contesta que trabaja y lo malo que sería no estar trabajando.
Aogu Shiji (志治仰 Shiji Aogu?)
 Seiyū: Taku Yashiro
Es el asistente más antiguo de Kakushi y tiende a esperar instrucciones, pero hace el trabajo exactamente especificado.
Rasuna Sumita (墨田羅砂 Sumita Rasuna?)
 Seiyū: Kiyono Yasuno
Ha sido asistente de "Trabajo creativo" en el equipo de trabajo de Kakushi, pero no tiene intención de convertirse en una mangaka.
Ami Kakei (筧亜美 Kakei Ami?)
 Seiyū: Ayane Sakura
A menudo usa la tienda de Mario. Aspira a ser una mangaka de terror.
Kakeru Keshi (芥子駆 Keshi Kakeru?)
 Seiyū: Ayumu Murase
Es un asistente recién llegado al equipo de trabajo de Kakushi. Es un novato en borradores de historias.
Satsuki Tomaruin (十丸院 五月 Tomaruin Satsuki?)
 Seiyū: Natsuki Hanae
Es el editor a cargo de Kakushi. A pesar de que fue advertido, fue a la casa de Kakushi y se encontró con Hime, lo que le complicó un poco la vida a Kakushi.
Mario (マリオ Mario?)
 Seiyū: Daisuke Namikawa
Es el encargado del local "Marriot Lunch Market", el lugar donde Kakushi se cambia de ropa después de salir de casa y antes de llegar a hacer su trabajo.

## Media

### Manga
Kakushigoto es escrito e ilustrado por Kōji Kumeta. El manga inició su serialización el 5 de diciembre de 2015 en Gekkan Shōnen Magazine de Kōdansha, siendo compilada en 11 volúmenes tankōbon. En marzo de 2020 se anunció que el manga finalizara en el duodécimo volumen tankōbon.
| Volúmenes de manga publicados | Volúmenes de manga publicados | Volúmenes de manga publicados |
| Número                        | Fecha de publicación          | ISBN                          |
| ----------------------------- | ----------------------------- | ----------------------------- |
| 1                             | 17 de junio de 2016           | ISBN 978-4-06-377485-6        |
| 2                             | 17 de octubre de 2016         | ISBN 978-4-06-393029-0        |
| 3                             | 17 de febrero de 2017         | ISBN 978-4-06-393148-8        |
| 4                             | 16 de junio de 2017           | ISBN 978-4-06-393209-6        |
| 5                             | 17 de noviembre de 2017       | ISBN 978-4-06-510463-7        |
| 6                             | 17 de mayo de 2018            | ISBN 978-4-06-511492-6        |
| 7                             | 17 de octubre de 2018         | ISBN 978-4-06-513406-1        |
| 8                             | 17 de abril de 2019           | ISBN 978-4-06-515253-9        |
| 9                             | 17 de septiembre de 2019      | ISBN 978-4-06-517104-2        |
| 10                            | 15 de noviembre de 2019       | ISBN 978-4-06-517631-3        |
| 11                            | 17 de marzo de 2020           | ISBN 978-4-06-518694-7        |
| 12                            | 17 de julio de 2020           | ISBN 978-4-06-519981-7        |

### Anime
La adaptación al anime fue anunciada en el décimo volumen del manga publicado el 14 de noviembre de 2019. La serie es animada por Ajia-do Animation Works y dirigida por Yūta Murano, con guiones de Takashi Aoshima, diseño de personajes de Shuuhei Yamamoto y música de Yukari Hashimoto. Se emitió del 2 de abril al 18 de junio de 2020 en BS-NTV, AT-X, Tokyo MX y SUN. El tema de apertura es «Chīsana Hibi» (ちいさな日々?) de flumpool, mientras que el tema de cierre es «Kimi wa Tenneniro» (君は天然色?) de Eiichi Ohtaki. Crunchyroll obtuvo la licencia de la serie fuera de Asia.

#### Lista de episodios
| Episodios | Episodios                                                                                           | Episodios           |
| Número    | Título                                                                                              | Fecha de estreno    |
| --------- | --------------------------------------------------------------------------------------------------- | ------------------- |
| 1         | Secreto Kakushi-goto (かくしごと)                                                                   | 2 de abril de 2020  |
| 1         | Deseos Negai-goto (ねがいごと)                                                                      | 2 de abril de 2020  |
| 2         | Sandalias de playa y B4 Bīsan to B 4 (ビーサンとＢ４)                                               | 9 de abril de 2020  |
| 2         | "No colocar", "No dibujar", "No terminar" Okanai ka ka naishi agenai (おかない かかない しあげない) | 9 de abril de 2020  |
| 3         | Circo improvisado Yarikuri sākasu (やりくりサーカス)                                                | 16 de abril de 2020 |
| 3         | Dibujos animados realidad y músculos Manga no jitsujō to kin'niku (漫画の実情と筋肉)                | 16 de abril de 2020 |